# Crachier
Crachier és un municipi francès situat al departament de la Isèra i a la regió d'Alvèrnia-Roine-Alps. L'any 2007 tenia 458 habitants.

## Demografia

### Població
El 2007 la població de fet de Crachier era de 458 persones. Hi havia 164 famílies de les quals 32 eren unipersonals (12 homes vivint sols i 20 dones vivint soles), 36 parelles sense fills, 72 parelles amb fills i 24 famílies monoparentals amb fills.
La població ha evolucionat segons el següent gràfic:
Habitants censats

### Habitatges
El 2007 hi havia 182 habitatges, 166 eren l'habitatge principal de la família, 5 eren segones residències i 11 estaven desocupats. 172 eren cases i 9 eren apartaments. Dels 166 habitatges principals, 145 estaven ocupats pels seus propietaris, 20 estaven llogats i ocupats pels llogaters i 1 estava cedit a títol gratuït; 1 tenia una cambra, 3 en tenien dues, 15 en tenien tres, 35 en tenien quatre i 112 en tenien cinc o més. 140 habitatges disposaven pel capbaix d'una plaça de pàrquing. A 62 habitatges hi havia un automòbil i a 94 n'hi havia dos o més.

### Piràmide de població
La piràmide de població per edats i sexe el 2009 era:
| Homes | Edats   | Dones |
| ----- | ------- | ----- |
| 0     | 95 o +  | 0     |
| 0     | 90 a 94 | 4     |
| 4     | 85 a 89 | 0     |
| 4     | 80 a 84 | 4     |
| 4     | 75 a 79 | 0     |
| 16    | 70 a 74 | 12    |
| 4     | 65 a 69 | 8     |
| 4     | 60 a 64 | 0     |
| 16    | 55 a 59 | 0     |
| 4     | 50 a 54 | 24    |
| 8     | 45 a 49 | 8     |
| 16    | 40 a 44 | 8     |
| 20    | 35 a 39 | 16    |
| 32    | 30 a 34 | 32    |
| 16    | 25 a 29 | 8     |
| 12    | 20 a 24 | 12    |
| 16    | 15 a 19 | 24    |
| 20    | 10 a 14 | 24    |
| 28    | 5 a 9   | 12    |
| 12    | 0 a 4   | 12    |

## Economia
El 2007 la població en edat de treballar era de 286 persones, 230 eren actives i 56 eren inactives. De les 230 persones actives 223 estaven ocupades (112 homes i 111 dones) i 7 estaven aturades (2 homes i 5 dones). De les 56 persones inactives 23 estaven jubilades, 26 estaven estudiant i 7 estaven classificades com a «altres inactius».

### Ingressos
El 2009 a Crachier hi havia 176 unitats fiscals que integraven 482,5 persones, la mediana anual d'ingressos fiscals per persona era de 20.900 €.

### Activitats econòmiques
Dels 16 establiments que hi havia el 2007, 9 eren d'empreses de construcció, 2 d'empreses de comerç i reparació d'automòbils, 1 d'una empresa de transport, 1 d'una empresa d'hostatgeria i restauració, 1 d'una empresa financera i 2 d'empreses classificades com a «altres activitats de serveis».
Dels 10 establiments de servei als particulars que hi havia el 2009, 2 eren paletes, 2 guixaires pintors, 4 fusteries, 1 perruqueria i 1 restaurant.
L'únic establiment comercial que hi havia el 2009 era una floristeria.
L'any 2000 a Crachier hi havia 3 explotacions agrícoles.

## Equipaments sanitaris i escolars
El 2009 hi havia una escola elemental integrada dins d'un grup escolar amb les comunes properes formant una escola dispersa.

## Poblacions més properes
El següent diagrama mostra les poblacions més properes.